# Coupe d'Europe de football Conifa 2021
Navigation
Édition précédente 2023

Carte du Comté de Nice

La Coupe d'Europe de football ConIFA 2021 est la quatrième édition de la Coupe d'Europe de football ConIFA, qui se déroule à Nice en France du 3 juin au 12 juin 2022, un tournoi international de football pour les États, les minorités, les apatrides et les régions non affiliées à la FIFA organisé par la ConIFA,,,,,,,. Le 31 janvier 2021, les cérémonies de tirage au sort ont été reportées en raison de problèmes techniques. Le conseil d'administration de la ConIFA annoncera la nouvelle date des tirages dans les jours suivants. La ConIFA a annoncé que le tournoi ferait partie du processus de qualification pour la Coupe du monde de football ConIFA 2022, les trois meilleures sélections se qualifiant automatiquement,.
Il est décidé que la quatrième édition serait annulée en 2021 en raison de la pandémie de Covid-19,,,,, mais reporté en été du 3 au 12 juin 2022,.
La première édition a eu lieu en Hongrie et a été remportée par l'équipe de Padanie 4 à 1 face au Comté de Nice. La seconde édition a eu lieu à Chypre du Nord et a été remportée par l'équipe de Padanie 1-1 aux tirs au but 4-2 face à Chypre du Nord. La troisième édition a eu lieu au Haut-Karabagh et a été remportée par l'équipe d'Ossétie du sud 1 à 0 face à l'Arménie occidental.

## Historique

### Cérémonie d'ouverture / Tirage au sort
Les sélections qualifiés pour le tournoi, seront répartis en quatre groupes de trois équipes lors de la cérémonie de tirage au sort le samedi 20 janvier 2021, 15h00 CET.

### Controverses
Le président de la Fédération de Chypre du Nord de football, Hasan Sertoglu annonce que la sélection de Chypre du Nord ne participeras pas à la Coupe d'Europe de football Conifa 2021 en raison de la pandémie de COVID-19 et d'un risque de problème de financement si la compétition ne venait pas à avoir lieu,. Les Deux-Siciles remplace Chypre du Nord dans le groupe A,. Le sélectionneur Gennaro Iezzo et le Président de l'Association de Football ASD Sicilia Salvatore Mangano ont décidé de ne pas participé avec l'équipe des Deux-Siciles au quatrième championnat européen de football ConIFA,.
Janvier 2022, les médias azerbaïdjanais ont qualifié de "provocation arménienne", les participations des équipes d'Arménie occidentale et du Haut-Karabagh.
L'Île d'Elbe remplace l'Ossétie du sud le champion en titre. Le 6 avril 2022, la Sicile remplace la sélection d'Abkhazie,, il est également indiqué que la Ruthénie subcarpathique remplace la Chamérie. 
La ConIFA apprend que la Coupe d’Europe de la ConIFA 2021 est compromise. Dans un communiqué, "par un membre du comité d'organisation, en référence au préfet des Alpes-Maritimes, que le département de Nice FA et la municipalité de Nice se retireront de l'organisation du tournoi". Malgré un engagement écrit du maire de Nice, Christian Estrosi, et de multiples lettres et démarches, la fédération hôte et la municipalité ne répondent pas. La Selecioun plaide des problèmes sécuritaires et des répercussions liés à la guerre en Ukraine pendant le tournoi à Nice, que les organisateurs ne peuvent contrôler. Cependant à trois semaines de la compétition européenne de la ConIFA, le tournoi pourrait être annulé ou déplacer dans un autre pays,,,,.

### Ville et stade
La ville et le stade accueillant les matches :
| Nice             |
| Allianz Riviera  |
| Capacité: 35 596 |
|                  |

### Équipes participantes

#### Répartition des équipes avant le tirage au sort
| Chapeau 1                                        | Chapeau 2                                                | Chapeau 3                                    |
| ------------------------------------------------ | -------------------------------------------------------- | -------------------------------------------- |
| Comté de Nice Abkhazie, Ossétie du sud, Padanie, | Arménie occidentale Chypre du Nord Haut-Karabagh Laponie | Chamerie Cornouailles, Pays sicule Sardaigne |

#### Équipes de remplacement en cas de désistement
| Deux-Siciles, Roms Ruthénie subcarpathique |

#### Composition des quatre groupes pour le premier tour
| Groupe A                               | Groupe B                      | Groupe C                                  | Groupe D                             |
| -------------------------------------- | ----------------------------- | ----------------------------------------- | ------------------------------------ |
| Comté de Nice Chypre du Nord Sardaigne | Abkhazie Laponie, Pays sicule | Cornouailles Haut-Karabagh Ossétie du Sud | Arménie occidentale Chamerie Padanie |

## Tournoi

### Phase de groupes

#### Groupe A

##### Classements et résultats
| Rang | Équipe        | J | V | N | D | BM | BE | DB | Pts |
| ---- | ------------- | - | - | - | - | -- | -- | -- | --- |
| 1    | Comté de Nice | 0 | 0 | 0 | 0 | 0  | 0  | +0 | 0   |
| 2    | Deux-Siciles  | 0 | 0 | 0 | 0 | 0  | 0  | +0 | 0   |
| 3    | Sardaigne     | 0 | 0 | 0 | 0 | 0  | 0  | +0 | 0   |

| 3 juin 2022 | Comté de Nice | ? – ? | Deux-Siciles | Stade ?, Nice |
| 16:00       |               |       |              |               |
|             | [(Rapport)]   |       |              |               |

| 5 juin 2022 | Comté de Nice | ? – ? | Sardaigne | Stade ?, Nice |
| 16:00       |               |       |           |               |
|             | [(Rapport)]   |       |           |               |

| 6 juin 2022 | Deux-Siciles | ? – ? | Sardaigne | Stade ?, Nice |
| 16:00       |              |       |           |               |
|             | [(Rapport)]  |       |           |               |

#### Groupe B

##### Classements et résultats
| Rang | Équipe      | J | V | N | D | BM | BE | DB | Pts |
| ---- | ----------- | - | - | - | - | -- | -- | -- | --- |
| 1    | Sicile      | 0 | 0 | 0 | 0 | 0  | 0  | +0 | 0   |
| 2    | Laponie     | 0 | 0 | 0 | 0 | 0  | 0  | +0 | 0   |
| 3    | Pays sicule | 0 | 0 | 0 | 0 | 0  | 0  | +0 | 0   |

| 4 juin 2022 | Laponie     | ? – ? | Sicile | Stade ?, Nice |
| 16:00       |             |       |        |               |
|             | [(Rapport)] |       |        |               |

| 5 juin 2022 | Pays sicule | ? – ? | Sicile | Stade ?, Nice |
| 16:00       |             |       |        |               |
|             | [(Rapport)] |       |        |               |

| 6 juin 2022 | Laponie     | ? – ? | Pays sicule | Stade ?, Nice |
| 16:00       |             |       |             |               |
|             | [(Rapport)] |       |             |               |

#### Groupe C

##### Classements et résultats
| Rang | Équipe        | J | V | N | D | BM | BE | DB | Pts |
| ---- | ------------- | - | - | - | - | -- | -- | -- | --- |
| 1    | Île d'Elbe    | 0 | 0 | 0 | 0 | 0  | 0  | +0 | 0   |
| 2    | Haut-Karabagh | 0 | 0 | 0 | 0 | 0  | 0  | +0 | 0   |
| 3    | Cornouailles  | 0 | 0 | 0 | 0 | 0  | 0  | +0 | 0   |

| 4 juin 2022 | Haut-Karabagh | ? – ? | Île d'Elbe | Stade ?, Nice |
| 16:00       |               |       |            |               |
|             | [(Rapport)]   |       |            |               |

| 5 juin 2022 | Cornouailles | ? – ? | Île d'Elbe | Stade ?, Nice |
| 16:00       |              |       |            |               |
|             | [(Rapport)]  |       |            |               |

| 6 juin 2022 | Haut-Karabagh | ? – ? | Cornouailles | Stade ?, Nice |
| 16:00       |               |       |              |               |
|             | [(Rapport)]   |       |              |               |

#### Groupe D

##### Classements et résultats
| Rang | Équipe                  | J | V | N | D | BM | BE | DB | Pts |
| ---- | ----------------------- | - | - | - | - | -- | -- | -- | --- |
| 1    | Padanie                 | 0 | 0 | 0 | 0 | 0  | 0  | +0 | 0   |
| 2    | Arménie occidentale     | 0 | 0 | 0 | 0 | 0  | 0  | +0 | 0   |
| 3    | Ruthénie subcarpathique | 0 | 0 | 0 | 0 | 0  | 0  | +0 | 0   |

| 3 juin 2022 | Padanie     | ? – ? | Arménie occidentale | Stade ?, Nice |
| 16:00       |             |       |                     |               |
|             | [(Rapport)] |       |                     |               |

| 4 juin 2022 | Padanie     | ? – ? | Ruthénie subcarpathique | Stade ?, Nice |
| 16:00       |             |       |                         |               |
|             | [(Rapport)] |       |                         |               |

| 6 juin 2022 | Ruthénie subcarpathique | ? – ? | Arménie occidentale | Stade ?, Nice |
| 16:00       |                         |       |                     |               |
|             | [(Rapport)]             |       |                     |               |

### Phase à élimination directe

#### Tournoi final
|  | Quarts de finale | Quarts de finale |                |                | Demi-finales           | Demi-finales           |   |  | Finale         | Finale         |
|  | Quarts de finale | Quarts de finale |                |                | Demi-finales           | Demi-finales           |   |  | Finale         | Finale         |
|  |                  |                  |                |                |                        |                        |   |  |                |                |
|  | 7 juin / Nice    | 7 juin / Nice    |                |                | 10 juin / Nice         | 10 juin / Nice         |   |  | 12 juin / Nice | 12 juin / Nice |
|  | 7 juin / Nice    | 7 juin / Nice    |                |                | 10 juin / Nice         | 10 juin / Nice         |   |  | 12 juin / Nice | 12 juin / Nice |
|  | X                | X                |                |                | 10 juin / Nice         | 10 juin / Nice         |   |  | 12 juin / Nice | 12 juin / Nice |
|  | X                | X                |                |                | 10 juin / Nice         | 10 juin / Nice         |   |  | 12 juin / Nice | 12 juin / Nice |
|  | X                | X                |                |                | 10 juin / Nice         | 10 juin / Nice         |   |  | 12 juin / Nice | 12 juin / Nice |
|  | X                | X                | X              | X              |                        |                        |   |  | 12 juin / Nice | 12 juin / Nice |
|  | 7 juin / Nice    |                  | X              | X              |                        |                        |   |  | 12 juin / Nice | 12 juin / Nice |
|  |                  | X                | X              |                |                        |                        |   |  | 12 juin / Nice | 12 juin / Nice |
|  | X                | X                | X              | X              |                        |                        |   |  | 12 juin / Nice | 12 juin / Nice |
|  | X                |                  |                | X              |                        |                        |   |  | 12 juin / Nice | 12 juin / Nice |
|  | X                | X                |                |                |                        |                        |   |  | 12 juin / Nice | 12 juin / Nice |
|  | X                | X                | X              | X              |                        |                        |   |  |                |                |
|  | 8 juin / Nice    |                  | X              | X              |                        |                        |   |  |                |                |
|  |                  | X                | X              |                |                        |                        |   |  |                |                |
|  | X                | X                | X              | X              |                        |                        |   |  |                |                |
|  | X                | 10 juin / Nice   |                | X              |                        |                        |   |  |                |                |
|  | X                | X                |                |                |                        |                        |   |  |                |                |
|  | X                | X                | X              | X              |                        |                        |   |  |                |                |
|  | 8 juin / Nice    | 8 juin / Nice    | X              | X              | Match pour la 3e place | Match pour la 3e place |   |  |                |                |
|  | 8 juin / Nice    | 8 juin / Nice    |                | X              | Match pour la 3e place | Match pour la 3e place | X |  |                |                |
|  | X                | X                | 12 juin / Nice | 12 juin / Nice |                        |                        | X |  |                |                |
|  | X                | X                | 12 juin / Nice | 12 juin / Nice |                        |                        |   |  |                |                |
|  | X                | X                |                | X              | X                      |                        |   |  |                |                |
|  | X                | X                |                | X              | X                      |                        |   |  |                |                |
|  |                  |                  |                |                |                        |                        |   |  | X              | X              |
|  |                  |                  |                |                |                        |                        |   |  | X              | X              |

#### Tableau final

##### Quarts de finale
| 7 juin 2022 |             | ? – ? | ? | Stade ?, Nice |
| 16:00       |             |       |   |               |
|             | [(Rapport)] |       |   |               |

| 7 juin 2022 |             | ? – ? | ? | Stade ?, Nice |
| 16:00       |             |       |   |               |
|             | [(Rapport)] |       |   |               |

| 8 juin 2022 |             | ? – ? | ? | Stade ?, Nice |
| 16:00       |             |       |   |               |
|             | [(Rapport)] |       |   |               |

| 8 juin 2022 |             | ? – ? | ? | Stade ?, Nice |
| 16:00       |             |       |   |               |
|             | [(Rapport)] |       |   |               |

##### Demi-finales
| 10 juin 2022 |               | ? – ? | ? | Stade ?, Nice |
| 16:00        |               |       |   |               |
|              | [(Rapport)]   |       |   |               |
|              | Tirs au but - |       |   |               |

| 10 juin 2022 |               | ? – ? | ? | Stade ?, Nice |
| 16:00        |               |       |   |               |
|              | [(Rapport)]   |       |   |               |
|              | Tirs au but - |       |   |               |

##### Match pour la troisième place
| 12 juin 2022 |               | ? – ? | ? | Stade ?, Nice |
| 16:00        |               |       |   |               |
|              | [(Rapport)]   |       |   |               |
|              | Tirs au but - |       |   |               |

##### Finale
| 12 juin 2022 |               | ? – ? | ? | Stade ?, Nice |
| 16:00        |               |       |   |               |
|              | [(Rapport)]   |       |   |               |
|              | Tirs au but - |       |   |               |

### Classement par tour

#### Premier tour
| 9 juin 2022 |             | ? – ? | ? | Stade ?, Nice |
| 16:00       |             |       |   |               |
|             | [(Rapport)] |       |   |               |

| 9 juin 2022 |             | ? – ? | ? | Stade ?, Nice |
| 16:00       |             |       |   |               |
|             | [(Rapport)] |       |   |               |

| 9 juin 2022 |             | ? – ? | ? | Stade ?, Nice |
| 16:00       |             |       |   |               |
|             | [(Rapport)] |       |   |               |

| 9 juin 2022 |             | ? – ? | ? | Stade ?, Nice |
| 16:00       |             |       |   |               |
|             | [(Rapport)] |       |   |               |

#### Second tour
| 11 juin 2022 |             | ? – ? | ? | Stade ?, Nice |
| 16:00        |             |       |   |               |
|              | [(Rapport)] |       |   |               |

| 11 juin 2022 |             | ? – ? | ? | Stade ?, Nice |
| 16:00        |             |       |   |               |
|              | [(Rapport)] |       |   |               |

| 11 juin 2022 |             | ? – ? | ? | Stade ?, Nice |
| 16:00        |             |       |   |               |
|              | [(Rapport)] |       |   |               |

| 11 juin 2022 |             | ? – ? | ? | Stade ?, Nice |
| 16:00        |             |       |   |               |
|              | [(Rapport)] |       |   |               |

## Statistiques, classements et buteurs

### Classement final
| No | Équipe | J | V | N | D | BM | BE | DB | Pts |
| -- | ------ | - | - | - | - | -- | -- | -- | --- |
| 1  | ?      | 0 | 0 | 0 | 0 | 0  | 0  | +0 | 0   |
| 2  | ?      | 0 | 0 | 0 | 0 | 0  | 0  | +0 | 0   |
| 3  | ?      | 0 | 0 | 0 | 0 | 0  | 0  | +0 | 0   |
| 4  | ?      | 0 | 0 | 0 | 0 | 0  | 0  | +0 | 0   |
| 5  | ?      | 0 | 0 | 0 | 0 | 0  | 0  | +0 | 0   |
| 6  | ?      | 0 | 0 | 0 | 0 | 0  | 0  | +0 | 0   |
| 7  | ?      | 0 | 0 | 0 | 0 | 0  | 0  | +0 | 0   |
| 8  | ?      | 0 | 0 | 0 | 0 | 0  | 0  | +0 | 0   |
| 9  | ?      | 0 | 0 | 0 | 0 | 0  | 0  | +0 | 0   |
| 10 | ?      | 0 | 0 | 0 | 0 | 0  | 0  | +0 | 0   |
| 11 | ?      | 0 | 0 | 0 | 0 | 0  | 0  | +0 | 0   |
| 12 | ?      | 0 | 0 | 0 | 0 | 0  | 0  | +0 | 0   |

## Discipline

### Bilan par joueur

#### Carton jaune
|  |  |  |  |

### Bilan par équipe
| Class. | Équipe | Groupe | Carton rouge | Averti | CV |
| ------ | ------ | ------ | ------------ | ------ | -- |
| 1      |        | 0      | 0            | 0      | 0  |
| 2      |        | 0      | 0            | 0      | 0  |
| 3      |        | 0      | 0            | 0      | 0  |
| 4      |        | 0      | 0            | 0      | 0  |
| 5      |        | 0      | 0            | 0      | 0  |
| 6      |        | 0      | 0            | 0      | 0  |
| 7      |        | 0      | 0            | 0      | 0  |
| 8      |        | 0      | 0            | 0      | 0  |
| 9      |        | 0      | 0            | 0      | 0  |
| 10     |        | 0      | 0            | 0      | 0  |
| 11     |        | 0      | 0            | 0      | 0  |
| 12     |        | 0      | 0            | 0      | 0  |